# Mont Batur
Pour les articles homonymes, voir Batur (homonymie).
Ne doit pas être confondu avec Batur.
Le mont Batur, en indonésien Gunung Batur, est un stratovolcan d'Indonésie situé dans le nord de l'île de Bali, au centre de la caldeira du Batur dont il constitue la partie volcanique active.

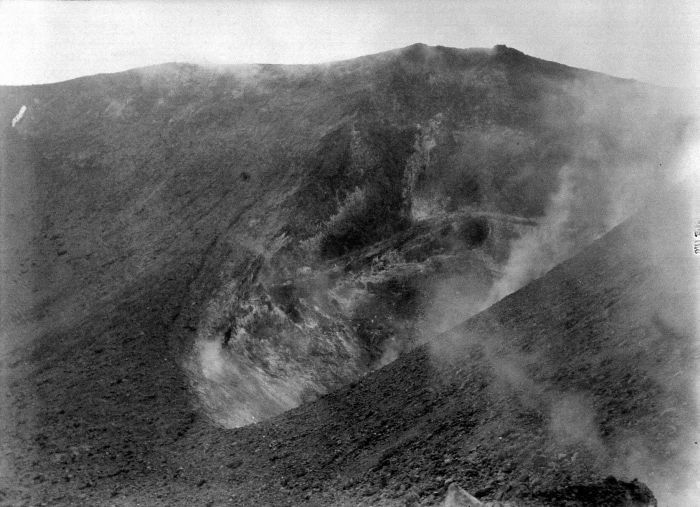
Le cratère du mont Batur en 1929.